# Cinéma maltais

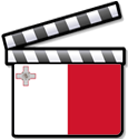
Un clap aux couleurs du drapeau maltais.

Le cinéma maltais consiste principalement en des tournages pour de grandes productions étrangères. Le paysage maltais a représenté plusieurs régions du monde et le gouvernement maltais offre des incitations aux productions étrangères pour qu'elles opèrent à Malte. La prédominance des tournages dans le pays a créé une importante industrie du tourisme cinématographique. Malte a également connu un nombre limité de productions locales de films maltais.

## Films maltais
Du fait de sa situation de micro-État, peu de films locaux sont produits à Malte. Gaġġa (en) est le premier film à être produit à partir d'un scénario entièrement maltais, produit en tant que film d'étudiant en 1971 et sorti en 2007 en raison de son importance culturelle. En 2014, Simshar (en) est devenu le premier long métrage maltais distribué à un public international. Simshar est sélectionné pour représenter le cinéma maltais à l'Oscar du meilleur film étranger. Depuis, d'autres longs métrages distribués à l'international, tels que The Boat, ont été produits à Malte. Carmen (en), une coproduction canado-maltaise, a remporté le prix du meilleur long métrage au festival du cinéma canadien (en) à Toronto en 2022.

## Tournages de productions étrangères

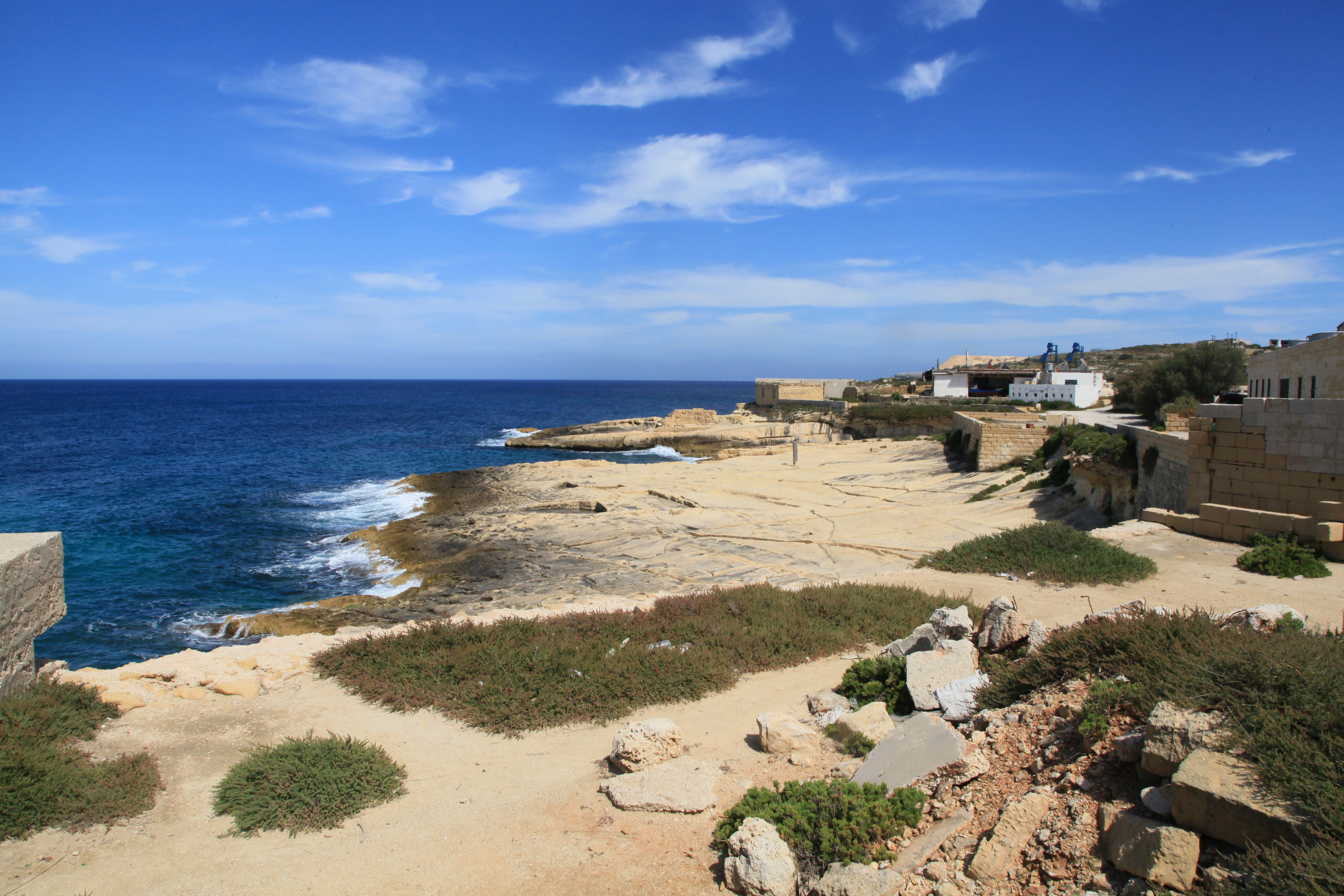
Les studios méditerranéen à Il-Kalkara, Malte.

Le paysage maltais et les incitations gouvernementales en faveur des productions étrangères ont tous deux contribué au développement de l'industrie cinématographique maltaise. Malte a commencé à accueillir des productions étrangères dès les années 1920. Les studios maltais sont créés en 1964 pour faciliter les projets de films sur l'eau en utilisant un grand réservoir d'eau adjacent à l'horizon, et le studio a fini par être exploité par le gouvernement maltais. Un deuxième réservoir est construit pour les besoins du film La Guerre des abîmes (1980). En 1999, la Commission du film de Malte est créée pour soutenir l'industrie cinématographique maltaise. En 2005, Malte commence à offrir des remises en espèces pour les dépenses locales aux équipes de tournage dans le pays. Plusieurs productions de premier plan ont été tournées à Malte, notamment Gladiator, Munich, Assassin's Creed et Le Crime de l'Orient-Express. Malte accueille également le festival du film Kinemastik (en).
La variété des paysages de Malte lui permet de servir de lieu de production alternatif pour plusieurs pays. La Valette, la capitale de Malte, est mise en scène pour représenter Israël dans World War Z, la Turquie dans Midnight Express et le Pérou dans Kon-Tiki, entre autres. L'architecture maltaise a également permis à des productions de tourner dans le pays pour des projets se déroulant à Rome, comme Munich et Gladiator, ou des projets se déroulant aux XVIIIe et XIXe siècles, comme La Vengeance de Monte Cristo. Malte est un lieu de tournage courant pour des films épiques tels que Troie, Agora et Game of Thrones.
L'importance de Malte en tant que lieu de tournage donne lieu à un important tourisme cinématographique. Le tourisme constituant une part importante de l'économie maltaise, il en résulte des retombées économiques importantes pour le pays. Après le tournage de Popeye, le village construit pour le film a été transformé en parc d'attractions intitulé Popeye Village. Parmi les autres destinations populaires du tourisme cinématographique à Malte, citons plusieurs forts et plages où sont tournées de grandes productions, ainsi que les locaux des Studios cinématographiques méditerranéens.